# Leucospis gigas
Leucospis gigas is een vliesvleugelig insect uit de familie Leucospidae. De wetenschappelijke naam is voor het eerst geldig gepubliceerd in 1793 door Fabricius.
Deze soort leeft parasitair in de bijennesten van het geslacht Chalicodoma.